# يون يونغ سون
يون يونغ سون (4 أكتوبر 1988 في كوريا الجنوبية - ) هو لاعب كرة قدم كوري جنوبي في مركز قلب الدفاع، شارك في كأس العالم 2018. وشارك مع منتخب كوريا الجنوبية لكرة القدم. أما مع النوادي، فقد لعب مع نادي سونغنام.

## وصلات خارجية
- يون يونغ سون على موقع الاتحاد الدولي (مؤرشف)  (الإنجليزية)
- يون يونغ سون على موقع دوري كوريا الجنوبية (الإنجليزية)
- يون يونغ سون على موقع قاعدة بيانات كرة القدم.إي يو (الإنجليزية)
- يون يونغ سون على موقع ناشيونال فوتبول تيمز (الإنجليزية)
- يون يونغ سون على موقع Soccerway.com (الإنجليزية)